# Eldsjöbäcken
Eldsjöbäcken är ett naturreservat i Ragunda kommun i Jämtlands län.
Området är naturskyddat sedan 2017 och är 197 hektar stort. Reservatet består av tallskog med inslag av gran och med Eldsjöbäcken som rinner igenom området